# Russische Unihockeynationalmannschaft der Frauen
Die russische Unihockeynationalmannschaft der Frauen repräsentiert Russland bei Länderspielen und internationalen Turnieren in der Sportart Unihockey. Die höchste Platzierung, welche das russische Nationalteam je an einer Weltmeisterschaft erreichte, sind drei fünfte Plätze.

## Platzierungen

### Weltmeisterschaften
| WM   | Austragungsort(e)           | Platz                              |
| ---- | --------------------------- | ---------------------------------- |
| 1997 | Mariehamn und Godby         | 5. Platz                           |
| 1999 | Borlänge                    | –                                  |
| 2001 | Riga                        | 9. Platz                           |
| 2003 | Bern, Gümligen und Wünnewil | 5. Platz                           |
| 2005 | Singapur                    | 6. Platz                           |
| 2007 | Frederikshavn               | 7. Platz                           |
| 2009 | Västerås                    | 5. Platz                           |
| 2011 | St. Gallen                  | 10. Platz                          |
| 2013 | Brünn, Ostrava              | 10. Platz                          |
| 2015 | Tampere                     | 11. Platz                          |
| 2017 | Bratislava                  | nicht qualifiziert                 |
| 2019 | Neuenburg                   | nicht qualifiziert                 |
| 2021 | Uppsala                     | 11. Platz (unter neutraler Flagge) |

## Trainer
- 2015-jetzt Valery Maslov